# Popis skijališta u Hrvatskoj

## Otvorena skijališta
Kazalo:
* nadmorska visina najviše točke skijališta - pad do najniže nadmorske visine skijališta
██ noćno skijanje na barem jednoj stazi (nepotpuno)
| Lokacija    | Lokacija | Naziv skijališta           | Površina [m2] | Ukupna duljina staza [m] | Ukupan broj staza | Ukupna površina parkova [m2] | Ukupan broj parkova | Broj staza i ukupna duljina po granama skijanja | Broj staza i ukupna duljina po granama skijanja | Broj staza i ukupna duljina po granama skijanja | Broj staza i ukupna duljina po granama skijanja | Broj staza i ukupna duljina po granama skijanja | Broj staza i ukupna duljina po granama skijanja | Broj parkova i ukupna površina po granama skijanja | Broj parkova i ukupna površina po granama skijanja | Broj parkova i ukupna površina po granama skijanja | Broj parkova i ukupna površina po granama skijanja | Nadmorska visina [m] * | Nadmorska visina [m] * | Broj žičara | Umjetno zasnježenje | Otvoreno | Zatvoreno | Bilješke | Ref   |
| Lokacija    | Lokacija | Naziv skijališta           | Površina [m2] | Ukupna duljina staza [m] | Ukupan broj staza | Ukupna površina parkova [m2] | Ukupan broj parkova | alpsko / snowboard                              | alpsko / snowboard                              | ski.trčanje                                     | ski.trčanje                                     | biatlon / ski.streličarstvo                     | biatlon / ski.streličarstvo                     | snowpark                                           | snowpark                                           | freestyle poligon                                  | freestyle poligon                                  | Nadmorska visina [m] * | Nadmorska visina [m] * | Broj žičara | Umjetno zasnježenje | Otvoreno | Zatvoreno | Bilješke | Ref   |
| Planina     | Mjesto   | Naziv skijališta           | Površina [m2] | Ukupna duljina staza [m] | Ukupan broj staza | Ukupna površina parkova [m2] | Ukupan broj parkova | duljina [m]                                     | broj                                            | duljina [m]                                     | broj                                            | duljina [m]                                     | broj                                            | površina [m2]                                      | broj                                               | površina [m2]                                      | broj                                               |                        |                        | Broj žičara | Umjetno zasnježenje | Otvoreno | Zatvoreno | Bilješke | Ref   |
| ----------- | -------- | -------------------------- | ------------- | ------------------------ | ----------------- | ---------------------------- | ------------------- | ----------------------------------------------- | ----------------------------------------------- | ----------------------------------------------- | ----------------------------------------------- | ----------------------------------------------- | ----------------------------------------------- | -------------------------------------------------- | -------------------------------------------------- | -------------------------------------------------- | -------------------------------------------------- | ---------------------- | ---------------------- | ----------- | ------------------- | -------- | --------- | -------- | ----- |
| Medvednica  | Zagreb   | Sljeme                     |               | 4045                     | 5                 |                              |                     | 4045                                            | 5                                               |                                                 |                                                 |                                                 |                                                 |                                                    |                                                    |                                                    |                                                    | 1032                   | -?                     | 3           | ✔                   |          | ne        |          |       |
| Risnjak     | Rijeka   | Platak                     |               |                          |                   |                              |                     |                                                 |                                                 |                                                 |                                                 |                                                 |                                                 |                                                    | 1                                                  |                                                    |                                                    |                        | -?                     |             | ✘/✔                 |          | ne        |          | [ 1 ] |
| Bjelolasica |          |                            |               |                          |                   |                              |                     |                                                 |                                                 |                                                 |                                                 |                                                 |                                                 |                                                    | 1                                                  |                                                    |                                                    |                        | -?                     |             | ✘/✔                 |          | ne        |          |       |
| [[]]        |          | Planinski centar Petehovac |               |                          |                   |                              |                     |                                                 |                                                 |                                                 |                                                 |                                                 |                                                 |                                                    |                                                    |                                                    |                                                    |                        | -?                     |             | ✘/✔                 |          | ne        |          |       |
|             | Mrkopalj | Skijalište Čelimbaša       |               | 2850                     | 3                 |                              |                     | 2850                                            | 3                                               |                                                 |                                                 |                                                 |                                                 |                                                    |                                                    |                                                    |                                                    | 1084                   | -?                     | 2           | ✘                   |          | ne        |          | [ 2 ] |
|             | Mrkopalj | Begovo Razdolje            |               |                          |                   |                              |                     |                                                 |                                                 |                                                 |                                                 |                                                 |                                                 |                                                    |                                                    |                                                    |                                                    |                        | -?                     |             | ✔/✘                 |          | ne        |          |       |
|             | Mrkopalj | Zagmajna                   |               | 4500                     | 1                 |                              |                     |                                                 |                                                 | 4500                                            | 1                                               | 4500                                            | 1                                               |                                                    |                                                    |                                                    |                                                    |                        | -?                     |             | ✘/✔                 |          | ne        |          |       |
|             | Delnice  | ?                          |               |                          |                   |                              |                     |                                                 |                                                 |                                                 |                                                 |                                                 |                                                 |                                                    |                                                    |                                                    |                                                    |                        | -?                     |             | ✘/✔                 |          | ne        |          |       |

## Zatvorena skijališta
Još niti jedno nije izgrađeno u Hrvatskoj.